# Agustín de Canterbury

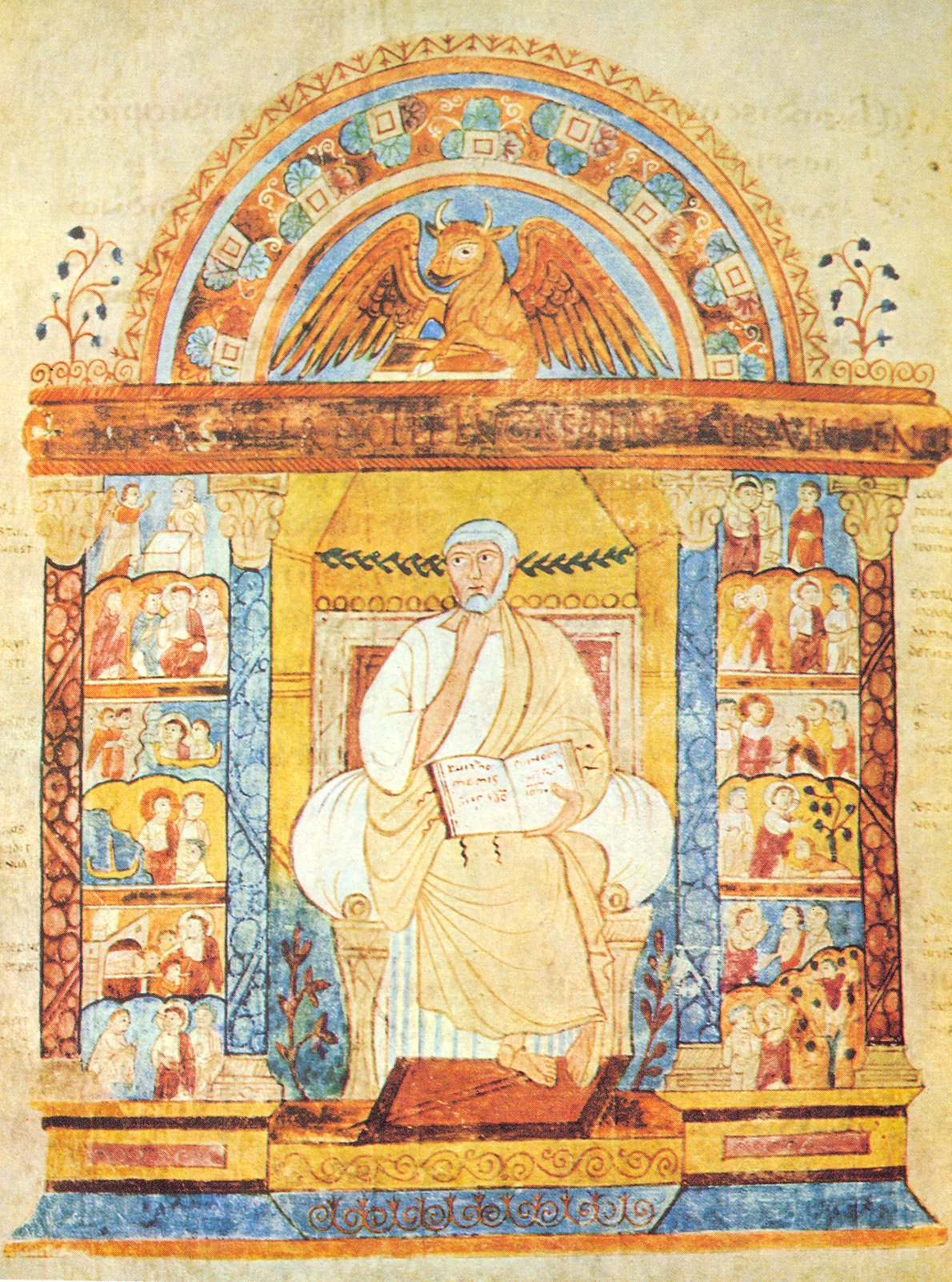
Evangeliario de San Agustín de Canterbury (fines), conservado en la Corpus Christi College Library, de la Universidad de Cambridge.

Agustín de Canterbury (¿Roma?, 13 de noviembre c. 534 - Canterbury, c. 604), considerado como el apóstol de Inglaterra, fue un monje benedictino y primer arzobispo de Canterbury. Se le considera uno de los Padres de la Iglesia romana en las islas británicas y además es venerado como santo por las Iglesias católica, anglicana y ortodoxa.
Monje benedictino romano en el monasterio de San Andrés en Roma. Fue enviado junto con cuarenta monjes por el papa Gregorio I el año 597 para evangelizar Inglaterra.

## Historia
Antes que Agustín arribara a las costas de Inglaterra, ya había habido en la isla una Iglesia floreciente. En los cuatro primeros siglos fue la dominación romana la que facilitó la difusión del cristianismo. Después, en el siglo V, los primitivos habitantes de la isla, refugiados en las regiones occidentales de Gales y Cornualles mantuvieron su fe, a pesar de las invasiones de anglos y sajones paganos, con la ayuda de algunos obispos francos, como San Germán, quien les preservó de las herejías pelagianas y les animó a la perseverancia. En tiempos de Agustín, existían restos de una antigua tradición cristiana e incluso el culto a un mártir nativo, San Albano. Pero con las invasiones de los anglos y por las luchas internas, la isla se encontraba sumida en el paganismo.
Cuenta la tradición, que recoge el Venerable Beda (Historia Ecclesiastica, lib. 11, cap. 1), que Gregorio, antes de ser papa, concibió la idea de ir a predicar a Inglaterra cuando vio en el mercado de Roma a unos esclavos, jóvenes rubios, que más bien le parecieron ángeles que anglos, como le dijeron que se llamaban, y le dio mucha pena saber que estas gentes eran paganas. Cuando Agustín se dirigía a su misión, al pasar por Francia, sus compañeros sintieron un gran temor, pensando en las dificultades de su cometido, y rogaron a Agustín que volviese a Roma y pidiera permiso a Gregorio para no proseguir con la peligrosa labor que se les había encomendado. El papa envió una carta con Agustín, en la que le nombraba abad y exhortaba a todos a que se armasen de valor y acometieran su propósito con celo y confianza en el Señor.
Agustín, junto con sus compañeros, llegó a las costas de Kent, al sudeste de Inglaterra, uno de los siete reinos de la Heptarquía, y mandó a los intérpretes francos que le acompañaban, para anunciar al rey de aquellas tierras las buenas nuevas de salvación que les enviaba la Iglesia de Roma. Su rey, Ethelberto de Kent (560-616), aunque pagano, le mostró su apoyo, pues estaba favorablemente dispuesto hacia el cristianismo, llegando incluso a convertirse (sería conocido posteriormente como San Adalberto de Egmond). El hecho de que su mujer fuese una princesa merovingia y católica influyó sin duda en este caluroso recibimiento. Poco después les permitió que se acomodaran en la ciudad de Canterbury, la capital de sus dominios, dándoles libertad para que predicasen su religión y proporcionándoles todo lo necesario para su sustento.

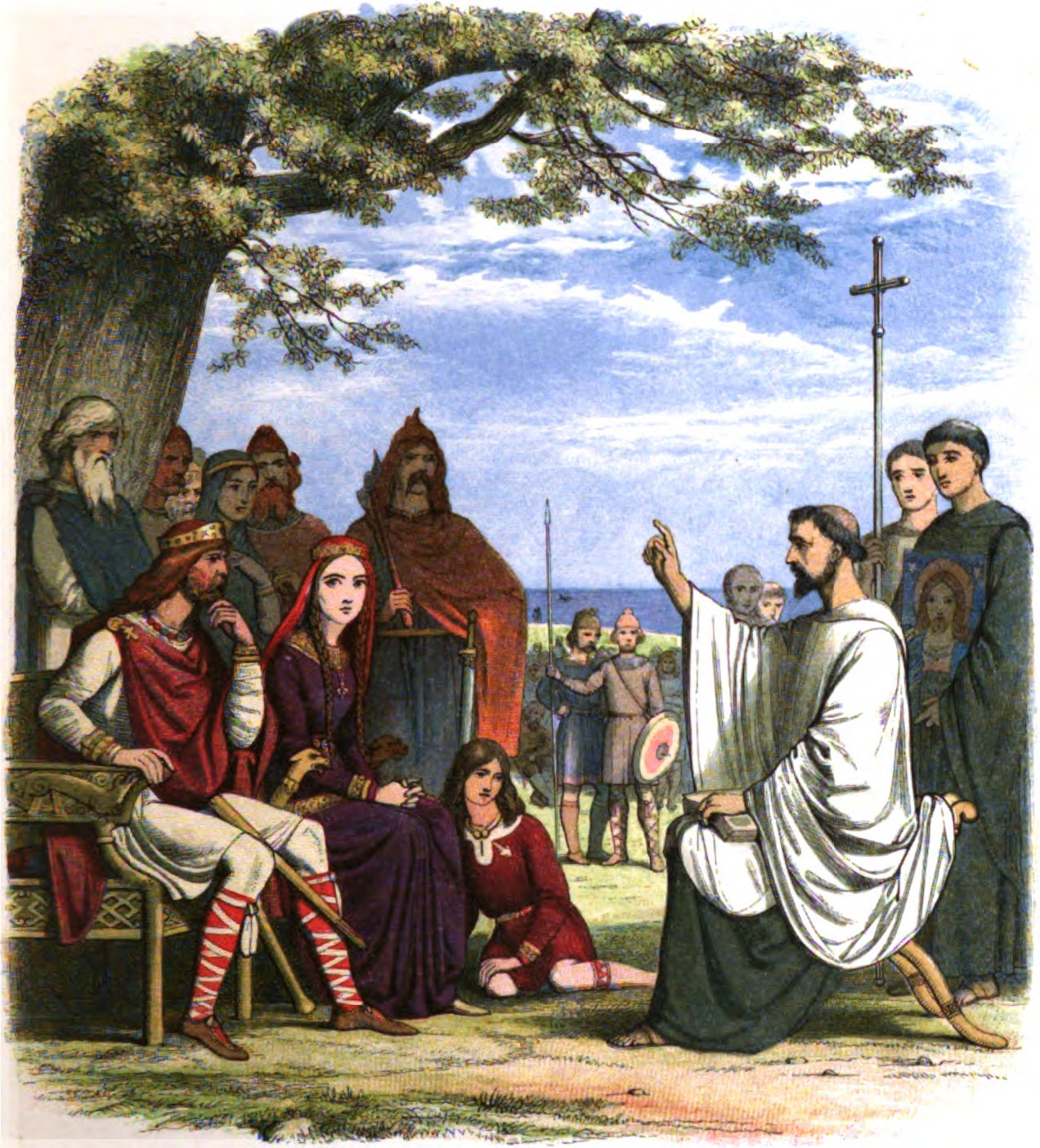
Agustín predicando ante el rey Ethelberto. James William Edmund Doyle (1864).

Agustín y sus compañeros consiguieron pronto las primeras conversiones. En los comienzos utilizaron una antigua iglesia de la época romana a la que la reina solía acudir, pero después de la conversión del rey empezaron a construir y reparar otras iglesias. Por consejo de Agustín, el rey, aunque favorecía a los que se convertían al cristianismo, no obligó a nadie a que se bautizara. Una vez establecidos de un modo definitivo en Canterbury, y siguiendo las instrucciones recibidas del papa Gregorio, Agustín volvió a Arlés, en el reino franco, para ser allí consagrado arzobispo de la nación británica. A su vuelta a Inglaterra, envió cartas a Roma con noticias del éxito de su predicación y algunas preguntas sobre dificultades que habían encontrado en su labor pastoral. Beda (o.c., lib. I, cap. XXVII) las transcribe junto con las contestaciones que recibió del papa. En ellas se aprecia el enfoque de Agustín en cuestiones de liturgia, moral y disciplina. Gregorio le confirió la suprema jurisdicción sobre todos los obispos de la isla, incluidos los de las cristiandades bretonas, del oeste de Inglaterra, que por el odio profundo que profesaban a los invasores anglosajones jamás habían intentado predicarles el Evangelio. El papa, junto con estas contestaciones, envió el palio y más sacerdotes para que ayudaran a Agustín en su labor, los cuales llevaban consigo ornamentos sagrados y reliquias para los nuevos altares. Con este refuerzo, se comenzó la evangelización del reino de Essex. El rey, sobrino de Ethelberto, fue bautizado en 604. Se erigió la sede episcopal de Londres y se nombró a Melitón su primer obispo. Antes, en 601, habiendo llegado a sus oídos que el Señor había obrado muchos milagros por medio de Agustín, Gregorio le escribió para que esto no fuera ocasión de vanagloria, pero al mismo tiempo exhortó a Ethelberto para que siguiese siempre los consejos de Agustín, el cual, con el apoyo real, comenzó la construcción de la iglesia que después sería la catedral de Canterbury.
También con la ayuda de Ethelberto, Agustín intentó reunir a los obispos britanos, refugiados en su mayor parte en las montañas de Gales, e intentó que abandonasen sus peculiaridades litúrgicas disciplinarias, contrarias a la práctica de la Iglesia católica. Los obispos pidieron tiempo para obtener el consentimiento de su pueblo, y que se celebrase un sínodo al que pudieran acudir todos los obispos britanos. Según cuenta el Venerable Beda (o.c., lib. II, cap. II), se presentaron siete obispos y un gran número de monjes. Agustín les propuso que observasen la Cuaresma, según el calendario romano, que bautizasen según la liturgia de la Iglesia católica y que predicasen junto con él la palabra de Dios al pueblo inglés. Al no querer seguir su consejo, ni aceptarle como arzobispo, el Venerable Beda cuenta que Agustín predijo que perecerían todos a manos de los ingleses. Y así ocurrió efectivamente en la gran matanza que causó Ethelfrido en el monasterio de Bangor, años después de la muerte de Agustín.
Agustín nombró obispos a dos de los sacerdotes que el papa había mandado para ayudarle en su ministerio. Melitón fue el primer obispo de Londres, donde edificó la catedral de San Pablo con la ayuda de Ethelberto. Justo fue el primer obispo de Rochester. Después de la muerte de Agustín, otro de ellos, Paulino, fue consagrado obispo de York. Antes de morir, Agustín consagró a su sucesor, Lorenzo, para que no quedase la sede de Canterbury vacante ni por una hora.
Hacia el 604, seguramente el mismo año en que murió Gregorio, falleció Agustín. Fue enterrado primero en el pórtico de lo que hoy es la catedral de Canterbury,, pues esta no se había acabado, ni consagrado; pero, más tarde, sus restos fueron trasladados con toda solemnidad a la entrada norte de la Catedral. Sin embargo, durante la Reforma, su tumba fue destruida y sus reliquias perdidas.
Según fuentes muy antiguas, que se remontan al mismo siglo VII, su epitafio decía así:

Aquí yace el Señor Agustín, primer arzobispo de Canterbury, quien habiendo sido enviado en un principio por el beato Gregorio, obispo de Roma, y con la ayuda de Dios respaldado por milagros, trajo al rey Ethelberto y a su nación desde el culto de los ídolos a la fe de Cristo, y habiendo terminado los días de su oficio en paz, murió el 26 de mayo en el reinado del mismo rey.

La fiesta de San Agustín de Canterbury se celebra en esa fecha, que es donde aparece en el Martirologio Romano.